# 金森又一郎
金森 又一郎（かなもり またいちろう、1873年（明治6年）2月3日 - 1937年（昭和12年）2月9日）は。日本の実業家。近畿日本鉄道（近鉄）の前身である大阪電気軌道、参宮急行電鉄元社長、実質的な創業者である。なお、のちに近鉄の会長となった金森乾次は二男。同社元社長、会長の金森茂一郎は乾次の長男で、又一郎の孫である。

## 来歴・人物
大阪市で生まれる。家は比較的裕福であり、又一郎は優秀な子供であったが、生まれつき体が弱かったことから、両親の希望でまず体力を優先してつけるため、小学校を中退し10歳で大阪府庁に入った。片道約2.2kmの徒歩通勤と府庁内での使い走りの中で体力を向上させる狙いであった。一方で勤務終了後は勉学に充てしばらくすると夜学に通うようになった。大阪市議だった七里清介に勤勉さを認められて、府庁を退職し七里の経営する海運会社に勤務する。1908年頃から活発となった大阪―奈良間電気鉄道計画にも、七里とともに参画した。
1910年9月15日、奈良軌道を設立、翌10月15日に大阪電気軌道に社名を変更する。社長は、大同生命保険社長などを務めていた廣岡恵三が就任、金森は取締役支配人として、実質的な会社の運営に当たった。廣岡が短期で辞任、北浜銀行頭取で、箕面有馬電気軌道などの経営にも関与していた岩下清周が社長に就任。資金繰りにも苦しい中、岩下や金森は大林組社長の大林芳五郎などの協力を得て、難所であった生駒トンネルを含む電気鉄道の建設を推進した。
1914年4月30日、待望の電気鉄道が大阪上本町―奈良間で開業した。しかし、利用者が少なく経営は安定しなかった。このため、金森は宝山寺（生駒聖天）へ賽銭を借りに行き、乗車券印刷費の支払いや社員の給与などに充てたといわれ、宝山寺には金森が書いた借用証書が残されている。後、岩下が大軌の取引先かつその頭取も務めていた北浜銀行の取り付け騒ぎなどを原因に退社、更に大軌の経営がきわめて悪く債権者が詰め掛けたこともあったことから他の幹部も次々に辞めてしまい、大軌には金森以外に数人が残るだけという有様になった。そのため、実業家片岡直輝の元、大軌による生駒トンネル開削費用の支払い遅延が原因で倒産寸前に陥っていた大林組とセットで大軌の再建に乗り出し、新たな経営陣を送り込むことと増資がなされ、ようやく経営が軌道に乗るようになった。金森はこのとき経営不振の責任をとる形で一旦取締役を辞任したが、後に支配人として再び経営の実権を握るようになる。
1926年に3代目社長の大槻龍治が病気で辞任し、代わって金森が4代目の社長に就任、名実ともに会社の経営のトップとなった。
1927年にはのちに社長となる佐伯勇が入社するが、最初金森は佐伯の高学歴（東京帝国大学卒）を見て、すぐに辞めてしまうのではないかと懸念して採用を渋り、部下の説得で入社を認めたというエピソードがある。
1930年には子会社の参宮急行電鉄により、山田（現、伊勢市駅）までの延伸を実現、翌年には宇治山田駅へ伸ばして、大阪～伊勢間の電気鉄道を完成させた。また、1936年には伊勢電気鉄道を合併し、名古屋進出への足がかりとした。
1937年2月9日、社長在任中、自宅にて肺気腫と急性肺炎を併発して死去（享年64歳）。